# لوتحااري بليتياي
لوتحااري بليتياي (بالفرنسية: Lothaire Bluteau)‏ هو ممثل كندي، ولد في 14 أبريل 1957 بمونتريال في كندا.

## أعمال

### أفلام
- (2015) تراجع[5]

### مسلسلات
- أسرة تيودور
- فايكنغز

## وصلات خارجية
- لوتحااري بليتياي على موقع IMDb (الإنجليزية)
- لوتحااري بليتياي على موقع ألو سيني (الفرنسية)
- لوتحااري بليتياي على موقع أول موفي (الإنجليزية)
- لوتحااري بليتياي على موقع قاعدة بيانات الأفلام السويدية (السويدية)
- لوتحااري بليتياي على موقع إن إن دي بي (الإنجليزية)
- لوتحااري بليتياي على موقع قاعدة بيانات الفيلم (الإنجليزية)
- لوتحااري بليتياي على موقع كينوبويسك (الروسية)